# Tom Burke (atlet)
Tom Burke (15. januar 1875 – 14. februar 1929) var en amerikansk atlet. Han var den første olympiske vinder i 100 meter og 400 meter løb. 
Mens Burke studerede på Boston University var han en anset løber på 400 meter og 440 yards. I de første Olympiske lege i 1896 i Grækenland, vandt han overraskende 100 meter løbet med en tid på 12,0 sekunder. Hans "kravlestart" gav ham en masse omtale, da denne måde ikke var normalt brugt på den tid. I dag starter alle atleter sådan.
Ved samme OL vandt han også 400 meter løbet med en tid på 54,2 sekunder i finalen. 
Senere var Burke en af initiativtagerne til det årlige Boston Marathon, inspireret af det succesfulde maraton afholdt for første gang ved OL i 1896.
Burke blev uddannet advokat, men arbejdede også som sportsjournalist og atletiktræner.